# Ebba Palmstierna
Ebba Margareta Palmstierna, född Carlheim-Gyllensköld den 27 augusti 1877, död den 9 oktober 1966, var en svensk friherrinna och kvinnosakskvinna.

## Biografi
Palmstierna var dotter till kommendörkapten Alfred Carlheim-Gyllensköld och Maria Elisabet Christina Ehrenborg. Hon gifte sig 1899 med Erik Palmstierna  (1877–1959), som hon fick sönerna Kule och Carl-Fredrik Palmstierna med. Hon var engagerad i Landsföreningen för kvinnans politiska rösträtt i Karlskrona, och satt bland annat i styrelsen för Karlskronaföreningen i samband med namninsamlingen år 1905 för kvinnlig rösträtt, vilken hon därmed var en av undertecknarna av. 1917 var hon även ledamot av centralstyrelsen för Landsföreningen för kvinnans politiska rösträtt, tillsammans med bland andra Signe Bergman, Karolina Widerström, Gulli Petrini och Ester Brisman.
Palmstierna författade under sitt liv minnesteckningar i två band, mellan 1877 och 1905 samt mellan 1917 och 1922. Dessa publicerades postumt i Blekinge kyrkliga hembygdsförenings kalender 1973 och 1974.